# Mîsleatîn, Izeaslav
Mîsleatîn (în ucraineană Мислятин) este localitatea de reședință a comunei Mîsleatîn din raionul Izeaslav, regiunea Hmelnîțkîi, Ucraina.

## Demografie
Componența lingvistică a localității Mîsleatîn
     Ucraineană (99,47%)
     Alte limbi (0,53%)
Conform recensământului din 2001, majoritatea populației localității Mîsleatîn era vorbitoare de ucraineană (99,47%), existând în minoritate și vorbitori de alte limbi.